# Lola T97/30
Vous lisez un « article de qualité » labellisé en 2010.
Chronologie des modèles (1997)
Lola T95/30 Aucun
La Lola T97/30 est une monoplace de Formule 1, conçue par Eric Broadley, fondateur de l'officine de construction de voitures de courses Lola Cars et engagée en championnat du monde de Formule 1 en 1997. Elle est pilotée par l'Italien Vincenzo Sospiri, champion 1995 de Formule 3000 qui fait ses débuts dans la catégorie-reine du sport automobile, et par le Brésilien Ricardo Rosset, qui a débuté l'année précédente chez Arrows où il a disputé seize Grands Prix. La T97/30 est équipée d'un moteur V8 Ford Cosworth ED4 et de pneumatiques Bridgestone.
La T97/30 est imaginée par le personnel de Lola, constitué de trente-cinq employés, à partir de novembre 1996. Elle reprend des solutions techniques de la T93/30, développée l'aide de la technique de conception assistée par ordinateur et engagée par la Scuderia Italia en 1993, et de la T95/30, une monoplace d'essais conçue en 1994.
Alors que Lola prévoit de s'engager en championnat du monde de Formule 1 en 1998, le principal sponsor de l'écurie, MasterCard, fait pression pour s'engager dès 1997. Cette société émétrice de cartes bancaires finance le budget de l'écurie en sollicitant une cotisation auprès de ses clients, en échange d'avantages liés à l'écurie de Formule 1.
La T97/30 est présentée dans la salle de bal de l'hôtel Hilton de Londres le 20 février 1997, après un développement précipité, si bien que la monoplace n'est testée ni sur circuit ni en soufflerie. Lors de son essai de déverminage effectué deux jours plus tard sur le circuit de Santa Pod, de nombreux soucis de conception sont décelés. La voiture ne génère pas suffisamment d'appui : le train avant est ainsi totalement inefficace, les pneumatiques ne peuvent pas monter en température pour déployer leur pleine efficacité en termes d'adhérence, ce qui nuit à la tenue de route ; la voiture se montre donc particulièrement instable, même en ligne droite. De plus, bien que la voiture manque d'appui, elle génère une traînée excessive en ligne droite qui nuit à la vitesse maximale.
Après un premier Grand Prix décevant en Australie où aucune des deux monoplaces engagées ne se qualifie, MasterCard rompt son contrat avec Lola Cars, arguant que l'écurie a été incapable de trouver d'autres sources de financement. Eric Broadley, dont l'écurie a contracté plus de six millions de livres sterling de dettes en une seule course, annonce le retrait de Lola du championnat.

## Contexte et développement

### Lola, fournisseur historique de châssis en Formule 1
Lola Cars a une longue tradition de fournisseur de châssis de course automobile depuis sa création en 1957,. Dès 1962, les modèles Mk4 sont alignés en championnat du monde de Formule 1 par le Yeoman Credit Racing Team pour John Surtees et Roy Salvadori. Les débuts sont très satisfaisants puisque Surtees décroche la pole position au Grand Prix des Pays-Bas, première épreuve où une Lola est engagée,. L'année suivante, Lola fournit les châssis du Reg Parnell Racing mais les résultats ne sont pas au rendez-vous et le constructeur britannique n'apparaît plus qu'épisodiquement en championnat du monde de Formule 1 (un seul engagement en 1967 et un autre en 1968,,,).
Toutefois, en 1967, Honda confie en sous-traitance à Lola la conception d'un châssis de Formule 1. Honda souhaite en effet remplacer son « châssis maison » RA273, beaucoup trop lourd avec 743 kg par un châssis plus léger. À partir d'une monoplace destinée à courir en championnat USAC, Lola développe la Honda RA300, de 600 kg seulement,. La monoplace, surnommée « Hondola » par la presse spécialisée de l'époque, fait forte impression dès sa première apparition en course à Monza lors du Grand Prix d'Italie puisque John Surtees remporte la victoire, la seconde de Honda en Formule 1,,,. En 1968, Honda développe en interne (avec les concepteurs Yoshio Nakamura et Shoichi Sano) sa monoplace RA301 et Lola quitte la Formule 1.
Il faut attendre 1974 pour que Lola fasse son retour en fournissant des châssis T370 à l'écurie Embassy-Hill de Graham Hill,. L'année suivante, Lola quitte la Formule 1 après quatre épreuves lorsque, faute de résultats, Hill décide de concevoir en interne son châssis de course.
En 1984 et 1985, le nom de Lola réapparaît en Formule 1 mais uniquement pour des raisons publicitaires. Carl Haas, entrepreneur américain et importateur officiel des voitures Lola Cars en Amérique du Nord, monte son écurie de Formule 1, installée à Colnbrook en Angleterre. Il la baptise Team Haas Lola car il souhaite que les retombées publicitaires liées au nom prestigieux de Lola profitent à son entreprise d'importation. La firme d'Eric Broadley n'est toutefois pas impliquée dans la conception des monoplaces,,.
De 1987 à 1991, Lola conçoit et construit les monoplaces de l'équipe française Larrousse,,. La dernière collaboration entre Lola et une écurie de Formule 1 est la réalisation de la Lola T93/30 préparée pour la BMS Scuderia Italia pour la saison 1993,.
Malgré une implication en Formule 1 s'étendant sur plus de trente-cinq ans, le palmarès de Lola n'est riche que d'une pole position (John Surtees au Grand Prix des Pays-Bas en 1962) et trois podiums (Surtees aux Grand Prix d'Allemagne 1962 et Grand Prix de Grande-Bretagne 1962 et Aguri Suzuki au Grand Prix du Japon 1990,,,).

### Première tentative d'engagement avortée
L'ingénieur britannique et fondateur de Lola, Eric Broadley, décide courant 1994, de créer une nouvelle monoplace de Formule 1 qu'il engagera sous ses propres couleurs pour la première fois depuis la création de sa firme. En effet, l'écurie BMS-Scuderia Italia, à laquelle il fournissait le châssis Lola T93/30 en 1993, a fusionné avec la Scuderia Minardi et comme la nouvelle structure conçoit ses châssis en interne, Lola n'a plus de client en Formule 1,,.

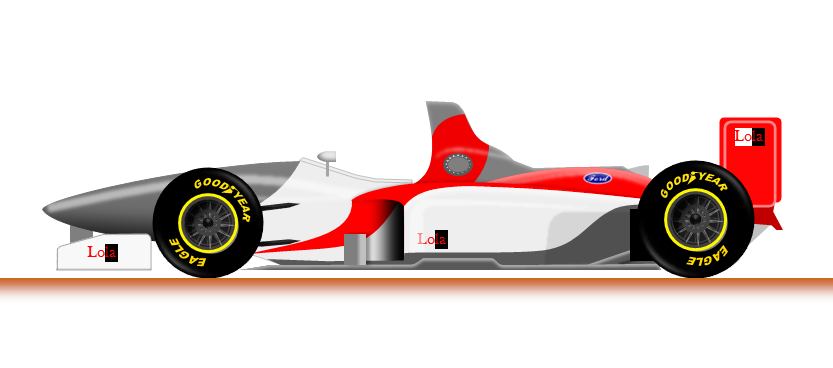
La Lola T95/30 n'a jamais été engagée en Formule 1.

La Lola T95/30, conçue par Broadley, l'ingénieur Julian Cooper (ex-Benetton Formula) et l'ingénieur-aérodynamicien Chris Saunders (ex-Williams) est d'abord réalisée sous la forme d'une maquette à l'échelle 40 % testée en soufflerie à Cranfield. Un prototype propulsé par un moteur Ford-Cosworth ED3 est mis en chantier et confié au pilote de développement Allan McNish. La monoplace est exposée au Salon de l'automobile de Paris mais le programme de développement est contrarié lorsque McNish démontre en piste que la monoplace réalise de maigres performances et que son potentiel de développement est limité. Le changement de réglementation du championnat du monde qui réduit la cylindrée des moteurs à 3 000 cm3 et impose de nouvelles dimensions de châssis et de carrosserie pour la saison 1995, ainsi que le manque de fonds de Lola pour entreprendre ces modifications finit d'enterrer le projet,.

### Un nouvel engagement dans la précipitation
En 1996, un an après l'abandon du prototype T95/30, un nouveau projet de construction de monoplace de Formule 1 est dévoilé. Pourtant, Lola n'est pas au mieux financièrement, marquée par la rude concurrence que lui livre Reynard Motorsport en Formule 3000. Le 5 novembre 1996, Lola dévoile un plan financier ambitieux et inédit de partenariat pour quatre ans avec MasterCard, une entreprise américaine de système de paiement et envisage donc de s'engager sous la dénomination MasterCard Lola F1 Team en 1998. 	
Le partenariat financier de MasterCard ne consiste pas sur un simple soutien financier en échange d'un affichage publicitaire sur les monoplaces de l'écurie, comme il est pratiqué habituellement en sport automobile. En effet, ce partenariat repose sur la création d'un « Club MasterCard » dont les membres, à la suite du versement d'une cotisation comprise entre 79, 299 ou même 2 999 dollars, bénéficieront de divers avantages liés à l'équipe de Formule 1 (événements VIP, invitations sur les circuits, stages de pilotage, dîners avec les membres de l'écurie…). MasterCard démarche dans ce sens trente millions de ses détenteurs de cartes de paiement sur les 370 millions de clients qu'elle compte dans le monde. En tablant sur un nombre de 90 000 à 100 000 adhérents, l'entreprise espère lever 10 millions sur les 45 millions de dollars qui composent le budget total de l'écurie,,. Lola, dont le financement dépend essentiellement de ce sponsor, prévoit de faire ses débuts en Formule 1 en 1998 mais MasterCard insiste pour que l'écurie s'engage un an plus tôt, dès 1997. En conséquence, Lola doit débuter au plus tôt la conception de sa nouvelle monoplace,.
La T97/30, dont l'étude débute en novembre 1996, devient la première monoplace de Formule 1 de Lola Cars depuis le prototype T95/30. La mise en œuvre de sa conception se fait de manière précipitée et Broadley a du mal à faire face aux délais imposés par son partenaire financier, d'autant plus que son officine ne compte que 35 employés, effectif porté peu à peu à cent alors que l'autre écurie novice Stewart Grand Prix compte un peu plus d'une centaine d'employés dès sa création,, et que les écuries de pointe tournent avec plus de deux cents employés (210 pour Williams, 205 chez McLaren ou encore 330 chez Ferrari,,).
Une autre preuve de la précipitation du projet Lola est que Stewart Grand Prix, écurie qui débute elle aussi en Formule 1, a annoncé son engagement dès janvier 1996 et a commencé à faire les premiers essais de sa monoplace SF01 en décembre 1996 : à ce moment-là, Lola entame seulement la conception de la T97/30.

## Création de la monoplace

### Moteur et boîte de vitesses
La Lola T97/30 est propulsée par un moteur V8 Ford ED4 conçu par Cosworth et d'une cylindrée de 2 994 cm3. Conçu en 1995, il développait à l'origine 630 chevaux mais la puissance a été portée à 640 chevaux à 13 500 tours par minute en 1997. Ce bloc, qui s'adresse spécifiquement aux écuries à budget limité car ses performances sont dépassées, n'est qu'un moteur « compétition-client » fourni à Lola ainsi qu'à Tyrrell Racing,. Le moteur « officiel », le Ford Cosworth JD Zetec-R, est en effet un V10 réservé à l'écurie Stewart Grand Prix, tête-de-pont de Ford en Formule 1.
Lola envisage dans un premier temps d'acheter quinze blocs à Ford avant de fabriquer ses propres moteurs V10 à partir de mars ou avril, avec l'aide de MCD Consultants, dirigée par Al Melling,,,. Le manque de moyens financiers se fait déjà sentir lorsque Broadley renonce à acheter les moteurs et préfère se contenter d'un leasing prenant en compte les frais de révision et de maintenance. Les moteurs fournis à Lola sont des blocs d'occasion utilisés par Forti Corse la saison précédente et le contrat de maintenance prévoit cinq révisions par moteur au cours de la saison.
Alors que Lola prévoit d'utiliser au maximum une trentaine de moteurs par an (quinze par demi-saison), Jordan Grand Prix et Stewart Grand Prix disposent de onze moteurs pour le seul Grand Prix d'Australie, Williams, Benetton, McLaren et Ferrari disposent eux de dix blocs, Prost Grand Prix, Sauber de neuf et Minardi de sept. L'écart de moyens financiers entre Lola et le reste du plateau est flagrant dès le début de la saison.
La boîte de vitesses semi-automatique à six rapports est quant à elle développée en interne par Lola. Sa conception et sa position sur la monoplace est une des raisons de la faible performance de la voiture. En effet, la majorité des monoplaces du plateau 1997 possède une boîte de vitesses en position longitudinale. Les seules équipes qui ont choisi de monter leur boîte transversalement, outre Lola, sont Williams, Ferrari et Prost Grand Prix mais ces écuries disposent de bureaux de design autrement performants que Lola et ont su tirer avantage d'une telle disposition alors que pour Lola, le design de la boîte va rapidement constituer un écueil majeur dans les tentatives d'amélioration des performances.
La gestion électronique de la monoplace est confiée à un boîtier TAG.

### Châssis, freins et suspensions

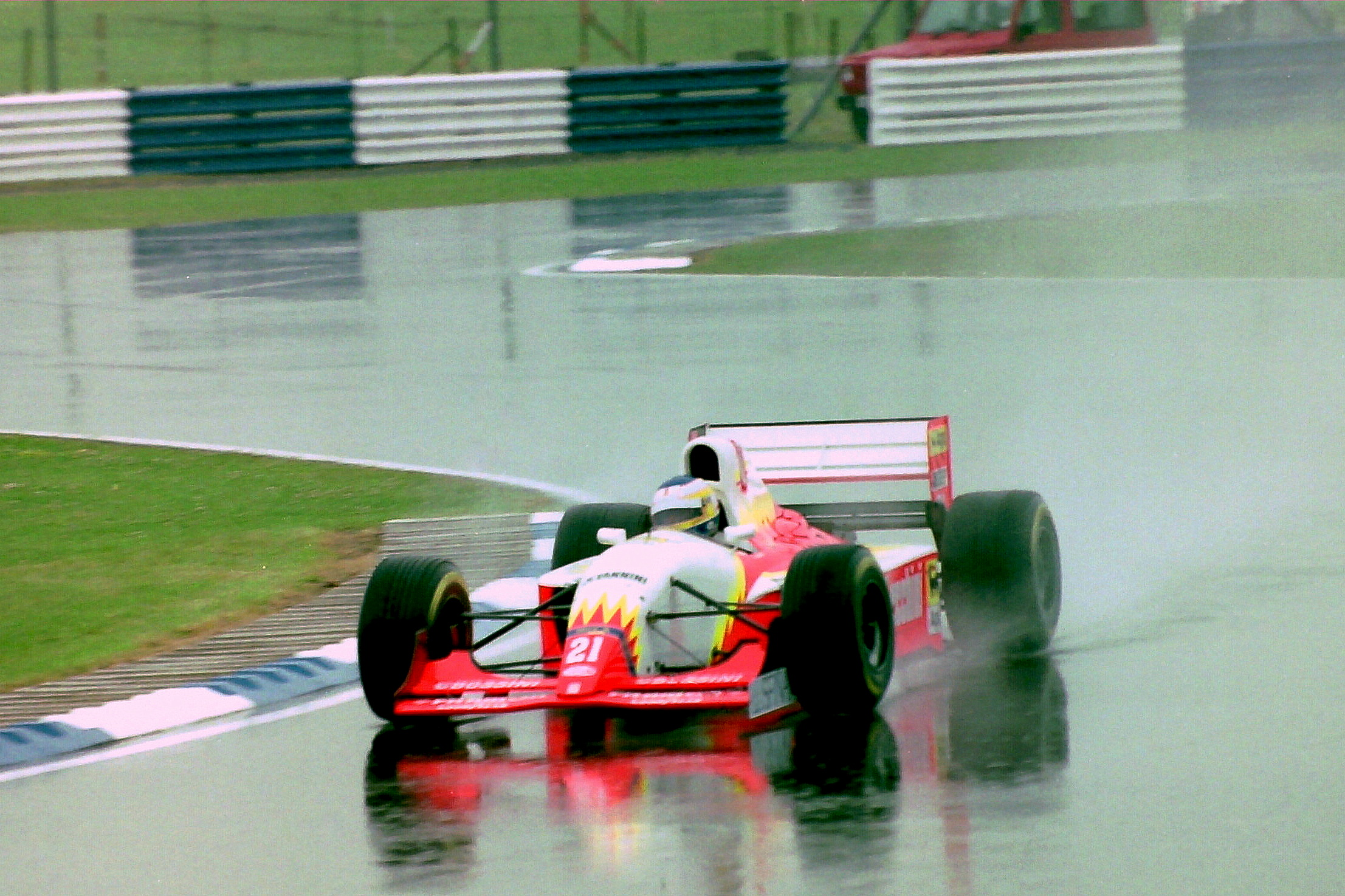
La Lola T97/30 s'inspire de cette Lola T93/30 (ici, Michele Alboreto au Grand Prix de Grande-Bretagne 1993.

En raison du temps limité qu'a Lola pour concevoir sa monoplace, le châssis de la T97/30 n'est qu'une évolution du prototype T95/30 de 1994 et reprend des solutions issues de la vieille T93/30 développée à l'aide de la technique de conception assistée par ordinateur,.
Le dessin de la partie arrière du plancher, directement inspiré de la Lola T93/30 fournie à la Scuderia Italia en 1993, se révèle défaillant car il diminue l'efficacité du diffuseur. Alors que l'aérodynamique est un secteur-clé de la recherche de performance en Formule 1 et que les « packages aérodynamiques » sont en constante évolution au cours de la saison, le fait de concevoir une nouvelle monoplace à partir de solutions techniques datant de plus de quatre ans montre l'amateurisme de Lola. L'équipe britannique qui, faute de temps, n'a fait aucun test en soufflerie ne peut donc pas corriger le problème et ne pense pas pouvoir disposer de sa propre soufflerie à l'échelle ½ avant plusieurs mois,.
La structure de la carrosserie monocoque en nid d'abeilles en fibre de carbone et en aluminium est fondée sur celles des monoplaces de Champ Car. Les suspensions sont constituées de triangles superposés et de leviers et les amortisseurs sont conçus par Koni. Carbone industrie et AP Racing, deux des trois fournisseurs du plateau avec Brembo, fournissent les disques de freins en matériaux composites à matrice métallique tandis que les étriers proviennent de AP Racing,.

### Présentation et essais de développement
La Lola T97/30 est officiellement présentée dans la salle de bal de l'hôtel Hilton de Londres le 20 février 1997, deux semaines seulement avant le début du championnat. L'écurie dévoile de nouveaux commanditaires issus de la presse britannique, les magazines Men's Health, F1 Racing et Track and Field, et obtient le soutien du pétrolier américain Pennzoil,.
Pendant la cérémonie, Eric Broadley, patron de Lola et concepteur en chef de la T97/30, annonce que son objectif est de marquer des points dès la première saison et de remporter un titre de champion du monde dans les quatre ans, soit la durée du contrat liant Lola à MasterCard. Il n'hésite pas à annoncer que sa monoplace sera la plus compétitive de toutes celles équipées en pneus Bridgestone (Arrows, Prost Grand Prix, Scuderia Minardi et Stewart Grand Prix). Ces déclarations ne sont pas prises au sérieux par l'ensemble des observateurs de la discipline.
Pour s'assurer ce succès, Broadley explique que Lola est experte en matériaux composites, que ses ingénieurs maîtrisent les techniques de soufflerie aérodynamique et que l'expérience acquise en CART aux États-Unis est directement transférable en Formule 1. En effet, Lola s'est engagé en CART dès la création du championnat en 1979 et a obtenu la première de ses 150 victoires dans la catégorie en 1983, le Grand Prix automobile d'Elkhart Lake grâce à Mario Andretti, pilote chez Newman/Haas Racing,.
En réalité, la monoplace n'a été terminée que pendant la nuit précédant la présentation, n'a jamais été testée en soufflerie par manque de temps et a été principalement conçue par Broadley à partir des modèles T93/30 de 1993 et du prototype T95/30 de 1994 : si Chris Murphy est présenté comme le concepteur de la monoplace, il n'a probablement pratiquement pas eu d'influence sur son développement.
Bien que la monoplace ait été présentée le 20 février, les premiers essais de « déverminage » (ou « shakedown ») ne sont effectués que deux jours plus tard sur le circuit de Santa Pod où la T97/30 n'a effectué qu'une série de huit allers-retours sur la piste de dragster,. Ce shakedown permet de constater que la monoplace est particulièrement lente et que les performances du moteur Ford ED4 sont sous-exploitées. La situation est d'autant plus critique que d'une part l'écurie n'arrive pas à bien faire fonctionner son moteur et que d'autre part Lola n'a pas les moyens de concevoir ses propres moteurs comme cela était initialement prévu,.
Bien que particulièrement limitée, la séance de déverminage révèle les nombreuses lacunes de la monoplace : la transmission se montre fragile, le freinage est perfectible et les épures de suspension sont à revoir. Ces essais dévoilent en outre des soucis de conception de la boîte de vitesses « maison » mais le plus gros problème de la monoplace demeure son aérodynamique déficiente liée à l'absence de tests initiaux en soufflerie. La voiture ne génère pas suffisamment d'appui : le train avant est ainsi totalement inefficace, les pneumatiques ne peuvent pas monter en température pour déployer leur pleine efficacité en termes d'adhérence, ce qui nuit à la tenue de route ; la voiture se montre par conséquent particulièrement instable, même en ligne droite. De plus, bien que la voiture manque d'appui, elle génère par contre une traînée excessive en ligne droite qui nuit à la vitesse maximale. Le châssis abrite donc un « loup » et il paraît évident que l'équipe technique aura beaucoup de difficultés à résoudre tous ces soucis avant le début de la saison,,.
Une autre séance d'essais de deux jours, sur piste humide, est organisée à Silverstone, mais celle-ci est entravée par les problèmes de boîte de vitesses de la monoplace.

### Tentatives d'amélioration de la monoplace

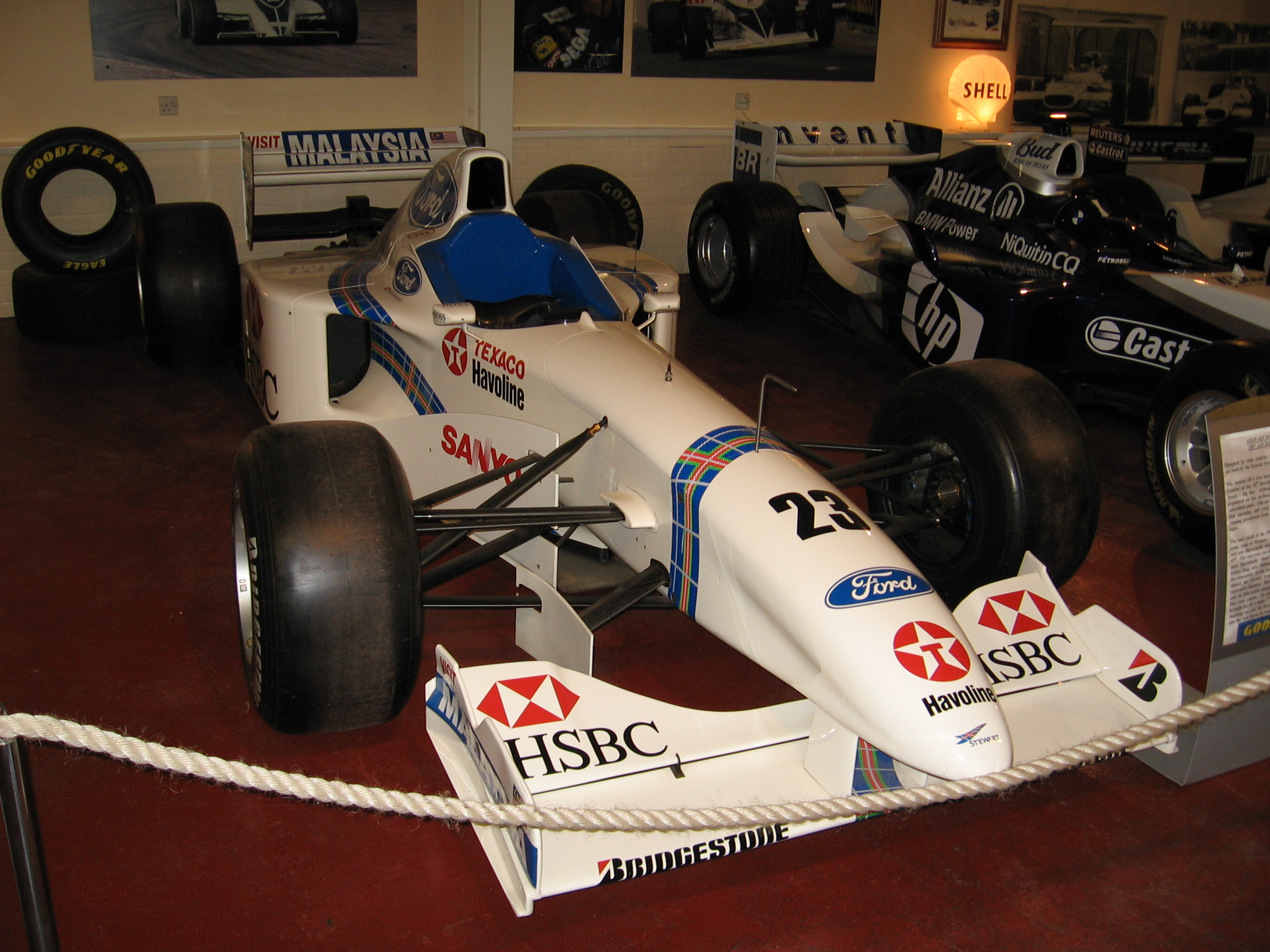
La Stewart SF01, dénigrée par Broadley, inscrira 6 points pour ses débuts en Formule 1.

Devant un tel manque de compétitivité, les ingénieurs de Lola modifient leur monoplace afin d'en accroître les performances. La suspension avant à trois éléments (doubles triangles superposés, poussoirs et barre de torsion) est revue pour combattre le roulis excessif et toute la partie arrière, initialement directement inspirée de celle de la Lola T93/30 de la Scuderia Italia de 1995, est repensée : une structure déformable fait désormais office de diffuseur sans dérive. L'étude de la monoplace en soufflerie révèle aussi que la boîte de vitesses créé une bosse à l'arrière du plancher, ce qui perturbe l'appui aérodynamique de la voiture. Toutefois ces modifications de la structure arrière sont déjà obsolètes puisque Williams et Minardi, rapidement imités par quasiment toutes les autres écuries (sauf Lola, Tyrrell Racing et Sauber), ont mis au point une nouvelle disposition encore plus performante consistant à placer les triangles inférieurs de suspension sous les canaux latéraux du diffuseur pour ne pas perturber le flux d'air dans cette zone sensible. De plus, l'écurie est déjà partie en Australie pour disputer le début du championnat lorsque les ingénieurs se rendent compte en soufflerie des problèmes de la T97/30,.
Eric Broadley se veut encore confiant après les premiers tests grandeur nature de sa monoplace. Il déclare même à propos de l'autre écurie novice épaulée par Ford : « Si nous n'arrivons pas à battre Stewart Grand Prix, alors nous méritons un bon coup de pied au derrière. Avec notre expérience, nous ne devrions connaître aucun problème. Quant aux qualifications, la règle des 107 % est en fait d'une assez grande marge, si nous ne nous sentions pas capables de nous qualifier, nous ne nous engagerions même pas en championnat »,.
Vincenzo Sospiri, s'il est plus mesuré que son patron, est également confiant en sa monoplace et confie : « J'espère que nous pourrons inscrire des points d'ici la fin de la saison et je suis persuadé que nous n'aurons aucun problème de qualification pendant toute l'année ».

## Choix des pilotes
Pour piloter sa monoplace, Eric Broadley n'a pas les moyens de s'offrir les services de pilotes confirmés. Bien au contraire, il est à la recherche de pilotes-payants à même de lui fournir un complément de budget pour entamer la saison de Formule 1. Broadley annonce son duo de pilotes à la mi-décembre 1996,.
Ricardo Rosset, qui apporte le soutien financier de Banco Safra, une banque brésilienne, et du fabricant de textiles Lycra, a fait ses débuts en Formule 1 la saison précédente au sein de l'écurie Arrows,. Son palmarès en formules inférieures est modeste puisqu'il se résume à une victoire en Formule 3 et deux en Formule 3000. Toutefois, le pilote brésilien a réalisé des progrès constants puisqu'il termine second du championnat international de Formule 3000 1995. Rosset ne devait néanmoins son recrutement chez Arrows qu'aux moyens financiers apportés par ses commanditaires brésiliens. En seize Grands Prix chez Arrows, le Brésilien abandonne à six reprises sur sorties de piste ou accrochages et se fait surtout remarquer par un nombre impressionnant de tête-à-queue lors des séances d'essais. En Formule 1, son meilleur résultat en course est une huitième place au Grand Prix de Hongrie, à trois tours du vainqueur. Le pilote brésilien est considéré par les journalistes spécialisés comme le moins performant du plateau 1997, tant en rapidité qu'en capacité de mise au point de sa monoplace.
La seconde monoplace est confiée à Vincenzo Sospiri. Soutenu par le chauffagiste italien Cosmogas et New GPR, une société spécialisée dans la peinture de matériaux métalliques, l'Italien dispose d'un palmarès un peu plus étoffé que celui de son coéquipier,. Il a notamment été champion du monde de karting, a remporté le Formula Ford Festival de Brands Hatch en 1988 et remporté le championnat britannique de Formule Lotus-Opel en 1990. Son parcours devient ensuite plus chaotique : il accède au championnat international de Formule 3000 en 1991 où il ne se classe que huitième, ce qui l'oblige à redescendre en Formule 3 pour disputer en 1992 le championnat d'Italie. Il revient à la Formule 3000 en 1993 où il ne se classe que septième. Il lui faut donc plusieurs années au sein de la discipline pour progresser (4e en 1994) avant de décrocher le titre de champion en 1995. Acquis au bout de sa quatrième saison de présence dans la discipline, le titre de Sospiri n'impressionne que moyennement et il ne parvient qu'à décrocher un volant de pilote d'essais en Formule 1, au sein de l'écurie Benetton-Renault en 1996. Lorsqu'il est recruté par Lola, Sospiri n'a qu'une expérience limitée de la Formule 1 puisqu'il n'a disputé aucun Grand Prix. En revanche, il possède plus d'expérience que son coéquipier en matière de mise au point grâce à la modeste expérience acquise chez Benetton. Allan McNish, Martin Brundle, Tom Kristensen, Ricardo Zonta, Norberto Fontana et Jos Verstappen étaient également en lice pour le second baquet,,.
Enfin, l'Italien Andrea Montermini, qui a piloté pour Pacific Grand Prix en 1995 et Forti Corse en 1996, est recruté en qualité de pilote essayeur. Son rôle est d'assurer le développement du moteur V10 produit en interne.

## Engagement en championnat du monde de Formule 1

### Australie: double non-qualification causée par un cruel manque de performance

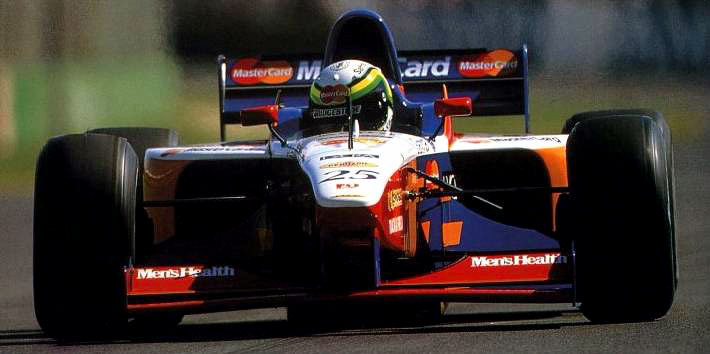
Riccardo Rosset ne parvient pas à se qualifier pour le Grand Prix d'Australie 1997.

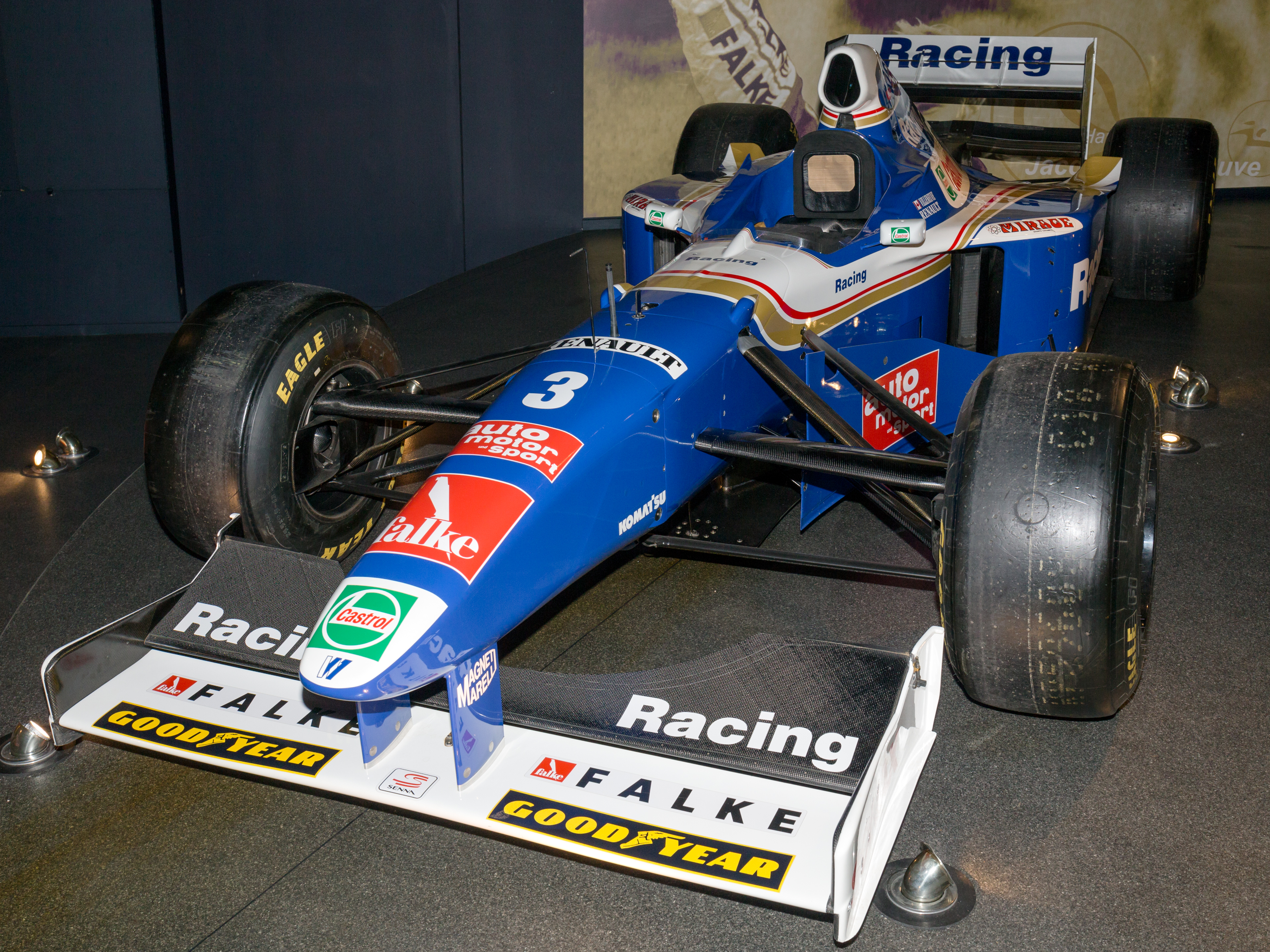
La Williams FW19 tourne, en Australie, douze secondes plus vite au tour que la Lola T97/30.

Malgré les tentatives d'amélioration de la monoplace, à l'occasion du Grand Prix inaugural en Australie, Rosset réalise, en essais libres du vendredi, son meilleur temps chronométré en 1 min 41 s 166 quand Michael Schumacher (Ferrari) établit la meilleure performance du jour en 1 min 32 s 496. Sospiri est encore moins performant que son coéquipier puisqu'il tourne en 1 min 42 s 590. Les deux pilotes se plaignent de problèmes d'équilibre et d'électronique de leur voiture. En outre, celle-ci manque d'adhérence, quels que soient les réglages effectués. Enfin, les pilotes ont toujours du mal à chauffer les gommes en piste, ce qui est le signe d'un manque d'appui : l'aérodynamique de la monoplace est donc fondamentalement défectueuse,,.
La séance d'essais libres du samedi est encore plus décevante puisque les deux pilotes réalisent un temps encore moins bon, Sospiri perdant quasiment 2 secondes par rapport à sa performance de la veille alors que Jacques Villeneuve, sur Williams-Renault, est l'auteur du meilleur temps de la journée en 1 min 28 s 594. Les observateurs se demandent alors si les monoplaces de Formule 3000 seraient plus rapides que la T97/30.
Le samedi, lors de la séance de qualifications, Sospiri réalise sa meilleure performance du week-end en tournant en 1 min 40 s 972 tandis que Rosset se classe dernier de la séance avec un temps de 1 min 42 s 086. Pendant ce temps, Jacques Villeneuve, sur Williams-Renault, prend la pole position en 1 min 29 s 369. Le minimum de qualification doit être de 107 % de la pole position, soit 1 min 35 s 625, et aucune des deux Lola n'est donc autorisée à prendre le départ de la course. En effet, Sospiri pointe à plus de onze secondes du poleman et Rosset à plus de douze secondes. Le dernier pilote qualifié, Pedro Diniz, a quant à lui réalisé un temps de 1 min 35 s 972, soit exactement cinq secondes de moins que Sospiri,,,,.
À l'issue des qualifications, Rosset se veut rassurant en annonçant que l'équipe cherchera à progresser et qu'il fera de son mieux à domicile (le Grand Prix suivant se dispute au Brésil) pour briller devant ses compatriotes. Sospiri est plus réaliste et déclare que progresser sera une tâche difficile car de nombreux essais en piste sont nécessaires pour corriger les problèmes de tenue de route et trouver plus d'adhérence.
| Position                | Pilote             | Écurie           | Temps réalisé en qualification | Vitesse moyenne | Écart avec la pole position | Pourcentage de la pole position |
| ----------------------- | ------------------ | ---------------- | ------------------------------ | --------------- | --------------------------- | ------------------------------- |
| Pole position           | Jacques Villeneuve | Williams-Renault | 1 min 29 s 369                 | 213,577 km/h    |                             | 100 %                           |
| 22e et dernier qualifié | Pedro Diniz        | Arrows-Yamaha    | 1 min 35 s 972                 | 198,883 km/h    | + 6 s 603                   | 107,39 %                        |
| 23e et non-qualifié     | Vincenzo Sospiri   | Lola-Ford        | 1 min 40 s 972                 | 189,035 km/h    | + 11 s 603                  | 112,98 %                        |
| 24e et non-qualifié     | Ricardo Rosset     | Lola-Ford        | 1 min 42 s 086                 | 186,972 km/h    | + 12 s 717                  | 114,23 %                        |

### Brésil: le forfait puis le retrait de Lola

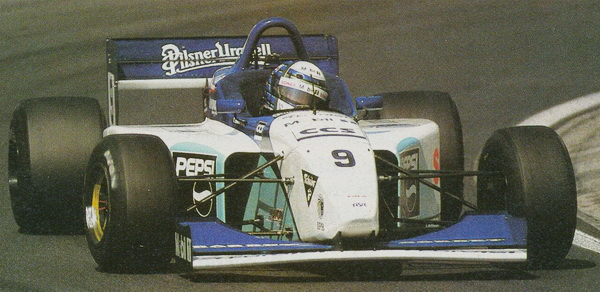
Une Lola de F3000, bouée de sauvetage pour Lola criblée de dettes après son passage en F1.

Après la performance désastreuse de Lola en Australie, les ingénieurs de l'écurie retournent à Huntingdon pour préparer au mieux la course suivante au Brésil. La mise en chantier de nouvelles pièces et de nouveaux axes de développement sont immédiatement planifiés. Le projet de conception en interne d'un moteur V10 est même remis à l'honneur sous la houlette de Al Melling. Une séance d'essais privés à Silverstone permet à l'écurie de tester de nouvelles configurations de suspension et de faire un travail approfondi sur l'électronique dans le but de trouver de la vitesse. Ricardo Rosset réalise son meilleur temps en 1 min 30 s 98, à plus 9,5 secondes du meilleur temps établi par l'Allemand Ralf Schumacher (Jordan-Peugeot) et à 2,5 secondes de la Stewart SF01 du Danois Jan Magnussen, qui le précède immédiatement sur la feuille des temps. Vincenzo Sospiri, en proie à de nombreux problèmes sur sa monoplace, tourne en 1 min 33 s 10.
Les pilotes se rendent alors à Interlagos pour participer au Grand Prix du Brésil. Une fois sur place, ils apprennent par la presse spécialisée locale que leur écurie, criblée de dettes et lâchée par son commanditaire principal MasterCard, renonce à son engagement et déclare forfait pour le restant de la saison.
Le 26 mars, Broadley confirme le retrait de son écurie du championnat, citant des problèmes « financiers et techniques ». MasterCard a en effet décidé d'abandonner le constructeur britannique au motif invoqué que Lola devait respecter des engagements financiers, notamment rechercher d'autres partenaires financiers, et que l'entreprise avait failli à sa mission. Un autre point d'achoppement entre les deux partenaires est que Lola avait contracté des dettes avant même que MasterCard ne soit pleinement investi dans le projet. Après seulement une seule course en championnat du monde, Lola a contracté plus de six millions de livres sterling de dettes, notamment auprès de Ford-Cosworth, qui exige le paiement de la révision de ses moteurs V8 ED4 effectuée pour le Grand Prix d'Australie,. Enfin, le financement organisé par la société américaine n'a pas apporté l'argent escompté, puisque des banques délivrant des cartes de crédit de MasterCard ont refusé de démarcher leurs clients. C'est le cas de HSBC, commanditaire principale de l'écurie Stewart Grand Prix.
La seule solution qui s'offre à Eric Broadley pour sauver MasterCard Lola F1 Team est que Lola Cars renfloue les dettes de sa filiale. Afin de ne pas creuser encore plus de déficit, il n'a pas d'autre choix que de quitter le championnat du monde de Formule 1. Vincenzo Sospiri, avec l'aide de ses commanditaires personnels, tente de racheter l'équipe pour poursuivre en championnat du monde, mais le projet avorte. Quelques semaines plus tard, MasterCard Lola F1 Team est liquidée et Lola Cars est placée sous administration judiciaire, puis déclarée en faillite : le remboursement des créances de l'écurie de Formule 1 laisse un déficit de plus de 3,5 millions de dollars dans les comptes de Lola Cars. Largement mise à mal par la concurrence de Reynard Motorsport, Lola Cars ne peut pratiquement plus s'appuyer sur la vente de châssis d'IndyCar pour retrouver de la trésorerie. En outre, la société anglaise Prodrive, engagée en championnat du monde des rallyes, envisage un temps de racheter Lola Cars pour préparer un engagement en Formule 1,,.
L'entreprise surnage toutefois grâce à la fourniture de châssis pour les championnats de Formule 3000 et Indy Lights : ces championnats étant monotypes, Lola construit tous les châssis de ces deux séries. En octobre 1997, Lola annonce avoir terminé la conception de son propre moteur V10 et souhaite le vendre sous la marque « MARS » à des écuries clientes, dont en particulier la Scuderia Minardi. Finalement, ce moteur ne trouve pas preneur. Dans le même temps, l'entrepreneur irlandais Martin Birrane rachète l'entreprise et supervise son redressement,,.

## Devenir des monoplaces
Le Yougoslave Zoran Stefanović, futur patron de Stefan GP, annonce alors vouloir acheter les châssis T97/30 pour participer au championnat du monde de Formule 1 1998 mais finit par renoncer à son projet,.
Les monoplaces utilisées en Grand Prix (châssis T97/30-1 de Sospiri et châssis T97/30-2 de Rosset) sont finalement revendues à une école de course au Canada tandis que la voiture de réserve (châssis T97/30-3 « mulet ») appartient à Martin Birrane et est exposée au musée du circuit de Mondello Park. Enfin, le châssis T97/30-4, incomplet, est exposé dans l'usine Lola d'Huntingdon.

## Résultats en championnat du monde de Formule 1
| Saison | Écurie                  | Moteur               | Pneus       | Pilotes          | Courses | Courses | Courses | Courses | Courses | Courses | Courses | Courses | Courses | Courses | Courses | Courses | Courses | Courses | Courses | Courses | Courses | Points inscrits | Classement |
| Saison | Écurie                  | Moteur               | Pneus       | Pilotes          | 1       | 2       | 3       | 4       | 5       | 6       | 7       | 8       | 9       | 10      | 11      | 12      | 13      | 14      | 15      | 16      | 17      | Points inscrits | Classement |
| ------ | ----------------------- | -------------------- | ----------- | ---------------- | ------- | ------- | ------- | ------- | ------- | ------- | ------- | ------- | ------- | ------- | ------- | ------- | ------- | ------- | ------- | ------- | ------- | --------------- | ---------- |
| 1997   | Mastercard Lola F1 Team | Ford Cosworth V8 ED4 | Bridgestone |                  | AUS     | BRÉ     | ARG     | SMR     | MON     | ESP     | CAN     | FRA     | GBR     | ALL     | HON     | BEL     | ITA     | AUT     | LUX     | JAP     | EUR     | 0               | Non classé |
| 1997   | Mastercard Lola F1 Team | Ford Cosworth V8 ED4 | Bridgestone | Vincenzo Sospiri | Nq      | Forf    |         |         |         |         |         |         |         |         |         |         |         |         |         |         |         | 0               | Non classé |
| 1997   | Mastercard Lola F1 Team | Ford Cosworth V8 ED4 | Bridgestone | Ricardo Rosset   | Nq      | Forf    |         |         |         |         |         |         |         |         |         |         |         |         |         |         |         | 0               | Non classé |

Légende : 
| Couleur  | Résultat                                                                                         |
| -------- | ------------------------------------------------------------------------------------------------ |
| Or       | Vainqueur                                                                                        |
| Argent   | 2e place                                                                                         |
| Bronze   | 3e place                                                                                         |
| Vert     | Classé dans les points                                                                           |
| Bleu     | Classé hors des points Non classé (Nc.)                                                          |
| Violet   | Abandon (Abd.)                                                                                   |
| Rouge    | Non qualifié (Nq.) Non pré-qualifié (Npq.)                                                       |
| Noir     | Disqualifié (Dsq.)                                                                               |
| Blanc    | Non partant (Np.) Forfait (Forf.) Suspendu (Susp.) Course annulée (A.)                           |
| Gras     | Pole position                                                                                    |
| Italique | Meilleur tour en course                                                                          |
| *        | Le pilote a abandonné mais est classé pour avoir parcouru plus de 90 % de la distance de course. |
| +        | Résultat en course Sprint (si arrivée dans les points).                                          |